# Ryan Atwood
Ryan Atwood (19 februari 1988) is een personage uit de tienerserie The O.C..

## Seizoen1
Aan het begin van de serie is Ryan een probleemtiener en woont in Chino. Hij werd opgepakt toen hij betrapt werd op het stelen van een auto met zijn broer Trey Atwood en kwam zo in contact met advocaat Sandy Cohen.
Ryan wordt niet veel later in de steek gelaten door zijn familie en Sandy besluit hem daarom te adopteren. Sandy's vrouw Kirsten was het hier op het begin niet mee eens. Toen ze Ryan's moeder Dawn ontmoette, realiseerde ze zich dat Dawn niet kon zorgen voor Ryan. Ryan krijgt zo ook een nieuwe broer, Seth.
Ryan voelt zich aangetrokken tot Marissa Cooper, het buurmeisje van de familie Cohen. Marissa is het populairste meisje van de school, maar is tegelijkertijd een probleemtiener. Ze heeft een relatie met Luke Ward. Als ze het met Luke uitmaakt, worden Ryan en Marissa steeds meer intiemer.
Ryan krijgt uiteindelijk een relatie met Marissa, die niet lang duurt als ze ook een hechte band krijgt met Oliver Trask. Oliver heeft mentale problemen. Marissa ziet Oliver als een vriend, maar Oliver wil meer dan dat. Als Ryan hierachter komt, gelooft Marissa hem niet wanneer hij dit zegt. Uiteindelijk levert dit zoveel problemen op, dat Marissa het uitmaakt met Ryan. Als Marissa erachter komt dat Oliver een obsessie voor haar ontwikkeld heeft, heeft ze spijt en probeert het goed te maken met Ryan. Hij is echter niet geïnteresseerd meer.
Ondertussen belt een oude vriendin op, Theresa Diaz. Theresa besluit voor Ryan naar Newport te komen, waar ze een korte relatie krijgen. Ryan en Theresa waren al sinds kinds af aan vrienden. Dan blijkt dat Theresa meer problemen heeft. Theresa blijkt namelijk een agressieve verloofde te hebben. Niet veel later vlucht ze de stad uit.
Marissa woont later tijdelijk bij Theresa in Chino. Theresa vertelt Marissa dat ze zwanger is en niet weet of het kindje van Ryan of Eddie is. Als Ryan hierachter komt, verhuist hij terug naar Chino.

## Seizoen 2
Ryan woont nu in Chino en werkt in de constructie. Als Theresa ziet hoe ongelukkig Ryan in Chino is, zegt ze dat ze een miskraam heeft gehad, zodat hij teruggaat naar Newport. Dit lukt.
Niet veel later, eenmaal gewend aan zijn leven in Newport, krijgt hij een relatie met Lindsay Gardner. Niet veel later ontdekken ze dat Lindsay het onwettige halfzusje is van Kirsten. Lindsay verhuist later naar Chicago met haar moeder. Ryan krijgt al snel opnieuw een relatie met Marissa.
Na een tijd komt Trey ook bij de familie Cohen logeren, wanneer hij vrij komt uit de gevangenis. Hij werkt Ryan al snel in de problemen, als hij een drugsverslaving ontwikkelt en begint te stelen. Toen Ryan in Miami was, probeerde Trey ook Marissa te verkrachten.
Als Ryan hierachter komt, confronteert hij Trey hiermee. Uiteindelijk belanden ze in een gevecht, waarbij Trey Ryan lijkt te vermoorden. Op dat moment komt Marissa binnen. Uit angst dat Ryan dood zal gaan, schiet ze Trey neer. Het is nog onduidelijk of hij dit overleeft of niet.

## Seizoen 3
Trey ligt twee maanden lang in een coma en ontwaakt vervolgens. Julie Cooper belooft geld aan Trey als hij vertelt dat Ryan verantwoordelijk was voor de schietpartij. Uiteindelijk zuivert Trey toch nog Ryan's naam.
Op school blijkt er veel ophef te zijn. De ouders van veel leerlingen willen dat Ryan en Marissa van school af gaan. In het begin wordt alleen Marissa van school gestuurd, maar later volgt Ryan als hij de decaan beledigt. Marissa gaat naar een openbare school, maar Ryan wordt al snel weer toegelaten als de decaan gechanteerd wordt. Hij heeft namelijk een affaire met student Taylor Townsend.
Ryan en Marissa hebben weer een relatie. Alles wordt ingewikkeld als Marissa een hechte band krijgt met surfer Johnny Harper. Hij geeft later toe te houden van Marissa. Als Marissa in een brief aangeeft alleen van Ryan te houden, valt hij op een avond, terwijl hij dronken is, van een klif.
Hierna worden Marissa en Ryan erg afstandelijk van elkaar en maken het uit. Ryan krijgt hierna een relatie met de nicht van Johnny, Sadie Campbell. Ze wisten dat het een korte relatie zou zijn, omdat Sadie maar tijdelijk in Newport was. Toch besluiten ze bij elkaar te wonen, als Ryan toegelaten wordt bij UC Berkeley. Toch verlaat ze hem.
Ryan komt hierna weer in contact met Dawn en Theresa. Theresa zegt tegen Ryan dat ze nooit een miskraam heeft gehad, maar dat het kindje wel van Eddie was. Hij helpt haar echter niet met het onderhouden van hun kindje. Ze gaan als vrienden naar het eindbal.
Ondertussen heeft Marissa een relatie met badboy Kevin Volchok. Hij gaat echter vreemd en steelt niet veel later geld van Taylor. Ryan komt het geld ophalen bij Volchok, maar ze belanden al snel in een gevecht. Volchok wordt het ziekenhuis in geslagen door Ryan. Hierdoor schrikt hij ook Theresa af.
Volchok chanteert Ryan met het helpen van het stelen van een auto. Anders zal Volchok hem aanklagen. Hij doet dit, maar hierna is het niet afgelopen. Hij chanteert Ryan opnieuw, maar Marissa is er dit keer bij. Als Volchok dronken is, duwt hij, via zijn auto, de auto, waar Ryan en Marissa in zitten, van een berg. Marissa overleeft dit ongeluk niet.

## Seizoen 4
Vijf maanden na de tragedie is Ryan er nog steeds niet overheen. Hij woont niet meer bij de familie Cohen en doet aan kooivechten. Volchok blijkt ondergedoken te zijn in Mexico. Julie geeft hem die informatie en Ryan wil niets liever dan hem vermoorden. Als Volchok uit beeld verdwijnt, trekt Ryan weer bij de familie Cohen in en gedraagt hij zich weer normaal.
Taylor is in de vakantie getrouwd met een Fransman. Hij weigert echter met haar te scheiden, waardoor Taylor doet alsof ze een verhouding heeft met Ryan. Hierdoor zijn ze wel gedwongen elkaar te zoenen in het bijzijn van de advocaat van de Fransman.
Taylor wordt verliefd op Ryan en helpt hem als hij slaapproblemen krijgt. Ryan vertelt eerst dat hij niets voelt voor Taylor, maar als ze opnieuw zoenen, zijn de twee allebei verliefd op elkaar.
Ryan wordt in dit seizoen ook geconfronteerd door zijn biologische vader, Frank Atwood. Ryan wil hem niet zien door zijn verleden, Frank zegt dat hij stervende is. Sandy ontdekt dat dit geen waar is.
Een jaar later gaat Ryan naar de Berkeley. In de seizoensfinale stapt hij uit de werf en is hij onderweg naar zijn auto. Opeens ziet hij een jongen zitten, en denkt aan hemzelf, 7 jaar geleden. Sandy hielp hem. Ryan twijfelt een ogenblik, maar gauw roept hij of de jongen hulp nodig heeft.